# Vogelgrun
Vogelgrun es una localidad y comuna francesa, situada en el departamento de Alto Rin, en la región de Alsacia.  El Gran Canal de Alsacia desagua de nuevo en el Rin en esta localidad, donde se encuentra uno de los cuatro aprovechamientos hidroeléctricos de esta infraestructura.

## Demografía
| 144 | 155 | 397 | 420 | 415 | 519 |
| Para los censos de 1962 a 1999 la población legal corresponde a la población sin duplicidades (Fuente: INSEE [Consultar]) |     |     |     |     |     |